# Abel François Nicolas Caroillon de Vandeul
Abel François Nicolas Caroillon de Vandeul (* 29. Januar 1746 in Langres; † 18. Januar 1813 in Paris) war ein französischer Industrieller, maître de forges und Ehemann der einzigen überlebenden Tochter von Denis Diderot, der geborenen Marie-Angélique Diderot (* 2. September 1753; † 5. Dezember 1824).

## Leben und Wirken
Er war der Sohn des Nicolas Caroillon (1708–1766), eines Tabakhändlers, aus Langres, und dessen Ehefrau, einer geborenen Simone La Salette (1716–1788). Simone La Salette war eine Jugendliebe von Denis Diderot.
Caroillon de Vandeul heiratete am 9. September 1772 und wohnte mit seiner Ehefrau Marie-Angélique Diderot in der Rue de Bourbon in Paris. Das Paar erwarb nach der französischen Revolution das Abbaye d’Auberive. Das Paar hatte einen Sohn, der das Erwachsenenalter erreichte. Denis-Simon Caroillon de Vandeul (1775–1850) ebenfalls im Bereich der Eisenproduktion, maître de forge tätig und politisch engagiert.
Der Sohn Denis-Simon Caroillon de Vandeul heiratete im Jahre 1811 Eugénie Cardon (1794–1875). Ihre Tochter Marie-Angélique Wilhelmine Caroillon de Vandeul (1813–1900) wurde am 5. Mai 1834 mit Charles Louis baron Le Vavasseur († 1894) dem Urgroßvater von Jacques Le Vavasseur vermählt.
Im Jahre 1796 erbte er von seinem Bruder den Grundbesitz Château de Prauthoy.
Im Jahre 1798 wurde er neuer Eigentümer der Glasmanufaktur in Rouelles (Region Champagne-Ardenne), welche zuvor dem Enzyklopädisten Antoine Allut gehörte. Man produzierte Glasflaschen und Fensterglas. Das Unternehmen bestand bis 1840.